# Сфера Блоха

Сфера Блоха

Сфера Блоха використовується в квантовій механіці для геометричного зображення простору чистих станів квантовомеханічної дворівневої системи (кубіта), названа на честь фізика Фелікса Блоха.
Математичний апарат квантової механіки використовує для опису фізичних систем гільбертів або проєктивний гільбертів простір. Простір чистих станів квантової системи задається одновимірними підпросторами відповідного гільбертового простору (або «точками» проєктивного гільбертового простору). У разі двовимірного гільбертового простору це просто комплексна проєктивна пряма, яка топологічно є геометричною сферою.
Сфера Блоха є одиничною двовимірною сферою, кожна пара діаметрально протилежних точок якої відповідають взаємно ортогональним векторам стану. Зокрема, північний і південний полюси сфери Блоха вважаються такими, що відповідають базисним векторам {\displaystyle |0\rangle } та {\displaystyle |1\rangle }, які в свою чергу можуть відповідати, наприклад, двом спіновим станам електрона («спін вгору» та «спін вниз»). Однак, слід зазначити, що подібний вибір точок є довільним. Точки на поверхні сфери відповідають чистим станам квантової системи, в той час як точки всередині сфери репрезентують мішані стани. Взагалі-то сфера Блоха може бути узагальнена на N-рівневі квантові системи, але така візуалізація є менш наочною та корисною.
В оптиці сфера Блоха відома як сфера Пуанкаре і використовується у формалізмі Джонса для опису та візуалізації станів із різними типами поляризації, зокрема 6 основними типами, що відображаються на відповідні точки сфери Пуанкаре і характеризуються відповідним нормованим вектором Джонса.
Природною метрикою на сфері Блоха є метрика Фубіні — Штуді.

## Означення
У заданому ортонормованому базисі довільний вектор чистого стану {\displaystyle |\psi \rangle } дворівневої квантової системи може бути записаний як суперпозиція двох базисних векторів {\displaystyle |0\rangle } та {\displaystyle |1\rangle }, де кожна компонента за базисним вектором є комплексним числом. Фізичний зміст має лише відносна фаза між відповідними компонентами, тому компонента за базисним вектором {\displaystyle |0\rangle } може бути обрана дійсною та невід'ємною. Крім того, з квантової механіки відомо, що повна ймовірність має дорівнювати одиниці, тому на компоненти накладається умова нормування:
{\displaystyle \langle \psi |\psi \rangle =||\psi \rangle |^{2}=1.}
Враховуючи ці припущення, можна записати довільний вектор чистого стану у такому вигляді:
{\displaystyle |\psi \rangle =\cos \left({\tfrac {\theta }{2}}\right)|0\rangle \,+\,e^{i\varphi }\sin \left({\tfrac {\theta }{2}}\right)|1\rangle =\cos \left({\tfrac {\theta }{2}}\right)|0\rangle \,+\,(\cos \varphi +i\sin \varphi )\,\sin \left({\tfrac {\theta }{2}}\right)|1\rangle ,}
де {\displaystyle 0\leq \theta \leq \pi } та {\displaystyle 0\leq \varphi <2\pi }. За винятком випадку, коли {\displaystyle |\psi \rangle } є просто базисним вектором {\displaystyle |0\rangle } та {\displaystyle |1\rangle }, таке зображення однозначно задає вектор чистого стану. Параметри {\displaystyle \theta } та {\displaystyle \varphi }, які можна зобразити як сферичні координати, визначають точку
{\displaystyle {\vec {a}}=(\sin \theta \cos \varphi ,\;\sin \theta \sin \varphi ,\;\cos \theta )}
на одиничній сфері у {\displaystyle \mathbb {R} ^{3}}.
У разі мішаних станів замість вектора стану {\displaystyle |\psi \rangle } використовується матриця густини {\displaystyle \rho }. Взагалі кажучи, будь-яка двовимірна матриця густини {\displaystyle \rho } може бути розкладена за одиничною матрицею {\displaystyle E} та набором ермітових безслідових матриць Паулі {\displaystyle {\vec {\sigma }}}:
{\displaystyle \rho ={\frac {1}{2}}\left(I+{\vec {a}}\cdot {\vec {\sigma }}\right),}
де вектор {\displaystyle {\vec {a}}\in \mathbb {R} ^{3}} називається вектор Блоха квантової системи і визначає точку всередині сфери, що відповідає мішаному станові. Власні значення матриці густини {\displaystyle \rho } визначаються модулем вектора Блоха і дорівнюють {\displaystyle {\frac {1}{2}}\left(1\pm |{\vec {a}}|\right)}. Оскільки матриця густини є позитивно означеною, то модуль вектора Блоха не може бути більшим за одиницю {\displaystyle |{\vec {a}}|\leq 1}. Граничний випадок, коли кінець вектора Блоха лежить на сфері Блоха, відповідає чистим станам:
{\displaystyle \operatorname {Sp} (\rho ^{2})={\frac {1}{2}}\left(1+|{\vec {a}}|^{2}\right)=1\quad \Leftrightarrow \quad |{\vec {a}}|=1.}
Тому сфера Блоха репрезентує всі можливі чисті стани дворівневої квантової системи, а простір всередині сфери Блоха — мішані стани.